# پوستومیتی
پوستومیتی (به انگلیسی: Pustomyty) شهری در استان لویو (منطقه) اوکراین است. این منطقه میزبان مدیریت شهری اقلیمی پوستومیتی است که یک منطقه اقلیمی اوکراین به‌شمار می‌رود. جمعیت آن ۹,۳۷۲ (۲۰۲۱ تخمینی) نفر است.